# خرمتا
خرمتا(به کردی: خوڕەمتا، Khoramta) روستایی از توابع بخش سرشیو شهرستان سقز است که در استان کردستان ایران قرار دارد.

## جمعیت
این روستا در دهستان ذوالفقار واقع شده و براساس سرشماری سال ۱۳۸۵، جمعیت آن ۱۳۷ نفر (۳۴ خانوار) بوده‌است.